# Томас Блундевил
Томас Блундевил (1522—1606) био је енглески хуманистички писац и математичар. Познат је по раду из логике, астрономије, образовања и коњарства, као и по преводима с италијанског. Био је веома широких интересовања, али и усмерен ка практичној сврси рада. Био је пионирски писац на енглеском у неколико поља, као и изумитељ геометријског инструмента, угломера.
Живео је у Норфоку, у сеоским пределима. Имао је везе у судским круговима и у научним и интелектуалним круговима у Лондону. Био је сарадник Хенрија Бригса на Грешам колеџу. Поред других аристократа, подржао га је и Роберт Дадли, први ерл Лестера. Женио се двапут, син му је погинуо у Флемишком рату, а ћерка му се удала за Роуланда Мејрика, сина Гелија Мејрика.
Превео је делимично Плутархово дело Моралија, такође је написао и прву књигу о коњарству The arte of ryding and breakinge greate horses у Енглеској. Писао је историографска дела, уважавајући стандардне погледе на историју периода у ком је живео; комбиновао је средњовековну и хуманистичку традицију. Написао је књигу из области логике под именом Уметност логике. Научне области које су га такође интересовале су географија и математика. Дела су му била усмерена ка географији, навигацији и путовањима, јер је сматрао да је географија неизбежна подршка историје. Године 1594. издао је Вежбе у 6 делова, које су садржале аритметику, космографију, примену глобуса, универзалне мапе, астролаба и навигације. Аритметику је преузео од Рекордеа, али додате су јој тригонометријске табеле природних синуса, тангенса и секанса свих углова првог квадранта. Ово је једно од првих дела у Енглеској у коме се појављује тригонометрија равни. Такође је био сарадник на књизи о астрономији, The Theoriques of the Seuen Planets, написаној 1602. године.